# Евсеев, Сергей Николаевич
Сергей Николаевич Евсеев (род. 13 апреля 1987, Зеленоград) — российский регбист, игравший на позиции крайнего трехчетвертного. Выступал за сборную России по регби-7.

## Биография
Сергей Евсеев родился 13 апреля 1987 года в Зеленограде. Начал заниматься регби в 1993 году, первым тренером стал отец — Николай Семёнович Евсеев. Учился в РГУТиС и МГПУ.

### Клубная карьера
Начинал в клубе «Зеленоград». Затем выступал за московское «Динамо» в регби-7. В 2008 году подписал контракт с командой «Спартак-GM», в которой выступал до момента её расформирования и был одним из лидеров. В 2012 году после матча с командой «Слава» Евсеев, возвращавшийся домой с товарищем по команде Эльдаром Насруллаевым, подвергся нападению со стороны болельщиков «Славы», в связи с чем регбисты на время были вынуждены отказаться от тренировок.
В 2014 году Евсеев выступал за «Енисей-СТМ», стал чемпионом и обладателем Кубка страны. После успешного сезона перешёл в столичную «Славу» в 2015 году. В 2019 году Евсеев покинул «Славу», назвав причиной ухода финансовую составляющую, и перешёл в казанскую «Стрелу».
В январе 2022 объявил о завершении карьеры в клубе и сборной.

### Карьера в сборной
Выступал за юношеские сборные страны. В 2019 году дебютировал в сборной России по регби-7. 

## Достижения
- Чемпион России — 2014
- Обладатель Кубка России — 2014